# Arbejder og Arbejdsgiver
Arbejder og Arbejdsgiver (originaltitel: Life's Greatest Problem er en amerikansk stumfilm fra 1918 instrueret af J. Stuart Blackton.

## Medvirkende
- Mitchell Lewis - Big Steve Reardon
- Rubye De Remer - Alice Webster
- Gus Alexander - Lefty
- Ida Darling - Craig
- Helen Ferguson - Miriam Craig